# Бер Грилс
Едвард Мајкл „Бер” Грилс (енгл. Edward Michael „Bear” Grylls; 7. јун 1974) је британски авантуриста, бивши припадник САС јединице, почасни потпуковник, писац и телевизијски водитељ. Најпознатији је по свом учествовању у телевизијској серији Човек против дивљине. Такође је учествовао у неколико телевизијских серија у Уједињеном Краљевству и Сједињеним Америчким Државама на тему опстанка у дивљини.